# Колібрі-манго
Колі́брі-ма́нго (Anthracothorax) — рід серпокрильцеподібних птахів родини колібрієвих (Trochilidae). Представники цього роду мешкають в Америці.

## Види
Виділяють вісім видів:
- Колібрі-манго ямайський (Anthracothorax mango)
- Колібрі-манго чорногорлий (Anthracothorax nigricollis)
- Колібрі-манго зеленогорлий (Anthracothorax viridigula)
- Колібрі-манго зеленогрудий (Anthracothorax prevostii)
- Колібрі-манго панамський (Anthracothorax veraguensis)
- Колібрі-манго антильський (Anthracothorax dominicus)
- Anthracothorax aurulentus[9]
- Колібрі-манго смарагдовий (Anthracothorax viridis)

## Етимологія
Наукова назва роду Anthracothorax походить від сполучення слів дав.-гр. ανθραξ — вугілля (чорний) і θωραξ — груди.